# Kalifältspat

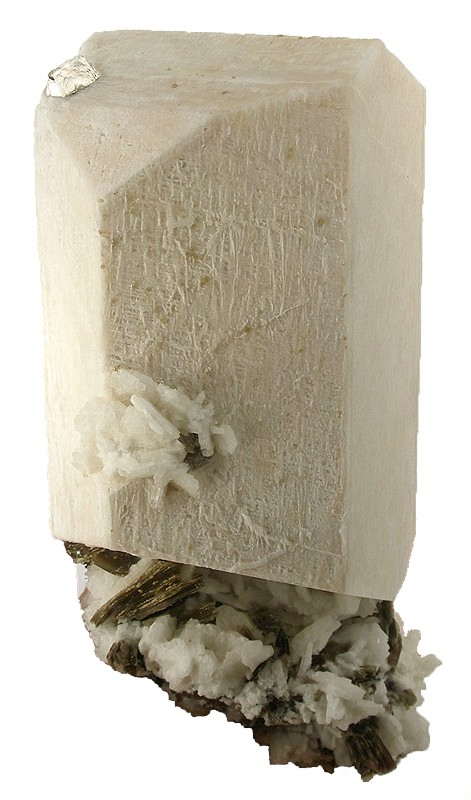
Feldspatskristall (18 x 21 x 8,5 cm), Brasilien

Kalifältspat är ett samlingsbenämning för sådan fältspat där katjonen utgörs av kalium i motsats till fältspaterna i plagioklasserien, där katjonen istället utgörs av natrium och/eller kalcium.  

## Egenskaper
Kalifältspat är kemiskt sett en kaliumaluminiumsilikat K[AlSi3O8]. Det är ett tektosilikat. Dess färg varierar i rödbruna och grå nyanser.
Kalifältspat och plagioklas är olösliga i varandra vid låga bergartstemperaturer. 

## Förekomst
Kalifältspat förekommer i två former, nämligen ortoklas, mest i unga djupbergarter, och mikroklin som ofta ingår i pegmatiter, graniter och många gnejsbergarter, samt sanidin, som återfinns som strökorn i sura lavabergarter.

## Användning
Kalifältspat används inom porslins- och glasindustrin.